# Beker van Armenië 2010
De Beker van Armenië 2010 was de negentiende editie van dit voetbalbekertoernooi. Enkel de acht clubs van de Armeense Premier League namen deel. Het toernooi startte op 23 maart en eindigde op 10 mei. Pjoenik Jerevan won de beker voor de tweede keer op rij.

## Wedstrijden

### Kwartfinale
| Wedstrijd                            | Heenronde | Terugronde |
| ------------------------------------ | --------- | ---------- |
| Gandzasar Kapan - Uliss Jerevan      | 1-1       | 0-2        |
| Pjoenik Jerevan - SC Erebuni Dilijan | 1-0       | 1-0        |
| Sjirak Gjoemri - Banants Jerevan     | 0-1       | 0-3        |
| MIKA Asjtarak - Kilikia Jerevan      | 3-0       | 1-0        |

### Halve finale
| Wedstrijd                       | Heenronde | Terugronde |
| ------------------------------- | --------- | ---------- |
| Uliss Jerevan - Pjoenik Jerevan | 0-2       | 0-1        |
| Banants Jerevan - MIKA Asjtarak | 1-1       | 2-0        |

### Finale
|                   |                 |     |                 |                               |
| 10 mei 2010 17:00 | Pjoenik Jerevan | 4-0 | Banants Jerevan | Hanrapetakan Stadium, Jerevan |
| 10 mei 2010 17:00 |                 |     |                 | Hanrapetakan Stadium, Jerevan |

1992 · 
1993 · 
1994 · 
1995 · 
1996 · 
1997 · 
1998 · 
1999 · 
2000 · 
2001 · 
2002 · 
2003 · 
2004 · 
2005 · 
2006 · 
2007 · 
2008 · 
2009 · 
2010 · 
2011 · 
2011/12 · 
2012/13 · 
2013/14 · 
2014/15 ·
2015/16 ·
2016/17 ·
2017/18 ·
2018/19 ·
2019/20 ·
2020/21